# 삼귀정
삼귀정(三龜亭)은 경상북도 안동시 풍산읍에 있는 건축물이다. 1985년 12월 30일 경상북도의 유형문화재 제213호로 지정되었다.

## 개요
사헌부 장령을 지낸 김영수(1446∼1502)가 88세의 늙은 어머니를 즐겁게 해드리고자, 조선 연산군 2년(1496)에 지은 정자이다. 그 뒤 여러 차례 보수하고 1947년에 다시 지음으로써 오늘에 이른다.
삼귀정이라는 이름은 십장생 중의 하나인 거북이와 같이 생긴 세 개의 바위가 정자 마당에 있어서 붙여진 것인데, 어머니의 장수를 기리기 위한 것으로 보인다.
앞면 3칸·옆면 2칸으로 지붕 옆면이 여덟 팔(八)자 모양인 팔작지붕으로 되어있다. 4면이 모두 개방된 형태로 주변 경치와 어울려 경관을 더해준다.

## 참고 자료
- 삼귀정 - 국가유산청 국가유산포털